# Công chúa Daisy
Công chúa Daisy (Nhật: デイジー姫 Hepburn: Deijī-hime, phát âm [deːʑiː çime]) (tên thường gọi Princess Daisy), là một nhân vật hư cấu trong loạt trò chơi điện tử Mario. Cô ra mắt vào năm 1989 trong Super Mario Land với tư cách là người cai trị Sarasaland. Tính tình của cô được mô tả theo kiểu tomboy, cô được đồn là người yêu của Luigi, tương tự như Công chúa Peach là người yêu của Mario. Điều này đã trở thành cốt truyện của bộ phim live-action năm 1993 Super Mario Bros., trong đó Luigi cứu Daisy khỏi King Koopa.
Kể từ khi xuất hiện trong Mario Tennis, Daisy đã trở thành một nhân vật nhân vật có thể chơi được quan trọng trong các trò chơi Mario spin-off, thường được ghép nối với Peach. Cô được tạo ra bởi Yokoi Gunpei, người cố vấn của Miyamoto Shigeru, nhà sản xuất của Super Mario Land. Yokoi muốn tái hiện lại cảm giác của năm 1985 trong Super Mario Bros., nên đã lấy bối cảnh ở một thế giới khác tách biệt với Vương quốc Nấm.

## Nhân vật

Biểu tượng của Daisy được sử dụng để đại diện cho cô ấy trong nhiều trò chơi

Nhà sản xuất game Super Mario Land, Gunpei Yokoi muốn dựng lại cảm xúc trong game Super Mario Bros của những năm 1985, nên đã tạo ra một vương quốc tách biệt với Vương quốc Nấm. Vương quốc này là Sarasaland (đôi khi viết là Sarasa Land) với Daisy là công chúa ở xứ đó. Tuy nhiên, các trò chơi về sau lại đề cập rằng cô hiện cư trú tại Vương quốc Nấm, và Sarasaland chỉ còn được nhắc đến trong các trích dẫn về tiểu sử của Daisy trong các trò chơi sau này. Phiên bản ban đầu của Daisy trông giống với Công chúa Peach ngoại trừ mái tóc màu nâu cam, kiểu Titian thay vì tóc vàng, váy màu vàng với tay áo phồng ngắn, diềm trắng, giày cao gót màu cam, trâm cài hình hoa cúc, vương miện và hoa tai, găng tay buổi tối màu trắng. Trong Mario Tennis năm 2000, Daisy xuất hiện trong game art với mái tóc dài như Pauline, chỉ giữ lại chiếc trâm cài hoa cúc và hoa tai. Cô có màu da hơi tối. Phiên bản này tồn tại cho đến Mario Party 4 năm 2002, trong đó cô được tạo hình giống như phiên bản hiện tại. Có thể nhận ra sự khác biệt giữa Daisy với Peach qua những đặc điểm khác nhau về ngoại hình, như kiểu tóc lật và làn da sáng nhưng váy và màu vương miện nhìn khá tương đồng với Peach. Trong lần xuất hiện đầu tiên, Daisy được mô tả là một cô nàng tomboy, đặc điểm này được giữ lại trong suốt các trò chơi. Daisy được miêu tả là một nhân vật vui vẻ và thích thể hiện hơn Peach. Trong các trò chơi thể thao Mario, cô mặc trang phục thể thao nhiều hơn thay vì mặc trang phục thường ngày, màu sắc thường là màu vàng và cam. Khả năng đặc biệt của cô thường dựa trên những bông hoa. Với hoa cúc là tên của cô.

## Xuất hiện

### Trong trò chơi điện tử
Tính đến  năm 2018, Daisy đã xuất hiện trong 73 trò chơi. Phần lớn cô là một nhân vật có thể chơi được. Lần xuất hiện đầu tiên của cô trong loạt Mario là trong game Super Mario Land, phát hành năm 1989 cho Game Boy. Daisy là công chúa của Sarasaland, một vùng đất bên ngoài Vương quốc Nấm. Trong game, cô bị bắt cóc bởi người ngoài hành tinh hung bạo, Tatanga,, hắn định kết hôn với cô để giành quyền kiểm soát vương quốc Sarasaland. Mario phải đi qua bốn vùng trong vương quốc Sarasaland để truy lùng Tatanga và cứu Daisy. Sau đó, cô xuất hiện rất ít trong game NES Open Tournament Golf vào năm 1991 với vai trò là caddie của Luigi. Daisy đã không xuất hiện trong một trò chơi nào trong suốt chín năm cho đến năm 2000, khi game Mario Tennis sản xuất bởi Camelot Software Planning trên Nintendo 64, mục đích là đưa thêm nhiều nhân vật là con người hơn vào trò chơi. Daisy thường là một nhân vật có thể chơi được trong các trò game thể thao Mario. Cô có mặt trong tất cả các loạt Mario Party kể từ Mario Party 3 ngoại trừ Mario Party Advance và tất cả các trò chơi Mario Kart kể từ Double Dash, ngoại trừ hai phần đầu tiên của loạt Arcade GP và tất cả năm trò chơi trong Mario & Sonic at the Olympic Games. Cô cũng xuất hiện trong trò chơi Fortune Street của Square Enix. Vào ngày 29 tháng 9 năm 2017, Daisy đã được thêm vào danh sách các nhân vật có thể chơi được trong Super Mario Run.
Ngoài loạt Mario, Công chúa Daisy cũng xuất hiện như một skin trong Minecraft: Wii U Edition phiên bản Super Mario Mashup Pack của Minecraft, được phát hành vào ngày 16 tháng 5 năm 2016. Ngoài ra, Daisy còn được nhắc tới trong các trò chơi khác nhau. Ví dụ: trong tất cả tựa game Super Smash Bros. được phát hành kể từ Super Smash Bros Melee, ngoài ra Daisy còn xuất hiện trong những trophy như một trong những bộ skin của Peach được thể hiện trong hình dáng của Daisy. Cô có con mắt thứ ba phía sau đầu trong những trophy đầu tiên, nhưng sau đó đã bị bỏ đi trong những phiên bản về sau. Trong Melee, có một lỗi khi mô tả trophy của Daisy. Nói rằng cô ấy đã xuất hiện trong Mario Golf cho Nintendo 64 và Game Boy Color, mặc dù cô ấy chỉ thực sự xuất hiện trong Mario Tennis trên cùng hệ máy. Daisy xuất hiện trong Super Smash Bros Brawl như một trophy với trang phục của cô trong Mario Strikers Charged. Cô xuất hiện trong hai stickers: một là trong game Super Mario Strikers, và còn lại là cô cùng Peach trong Mario Party 7. Một lần nữa, lại có lỗi khi mô tả Daisy. Nói rằng màu váy biểu tượng của cô là màu vàng và trắng, nhưng đúng ra cô mặc một chiếc váy màu vàng và cam. Cô xuất hiện lại trong Super Smash Bros. for Nintendo 3DS như là một phiên bản của Peach và một trophy có thể unlock với trang phục quần vợt của cô. Trong Super Smash Bros for Wii U, cô xuất hiện không phải trong một, mà là ba trophy, một chiếc với trang phục bận váy, một chiếc với trang phục bóng chày và chiếc còn lại là bản sao baby của Daisy. Daisy là nhân vật mới trong game Super Smash Bros. Ultimate, cô là chiến binh giống như Công chúa Peach. Trong các phiên bản Wii U và Nintendo Switch của Bayonetta và Bayonetta 2, một trong những trang phục của Bayonetta được thiết kế dựa trên trang phục của Daisy.
Amiibo của Daisy được phát hành vào ngày 4 tháng 11 năm 2016, cùng thời điểm với việc phát hành game Mario Party: Star Rush.

### Trong các phương tiện truyền thông khác
Daisy là một trong những nhân vật chính của bộ phim Super Mario Bros năm 1993, câu chuyện dựa trên bộ game Mario, cô được đóng bởi diễn viên Samantha Mathis. Trong phim, Daisy là sinh viên ngành khảo cổ học tại Đại học New York, và được Luigi để ý tới. Khi đang đào xương khủng long dưới cầu Brooklyn, Daisy bị bắt bởi hai tên tay sai của President Koopa, kẻ độc tài cai trị thế giới khủng long, nơi mà Daisy là công chúa. Luigi và Mario đuổi theo để giải cứu cô. Daisy cũng xuất hiện một lần nữa với tư cách là tù nhân của Tatanga trong một số tập của Nintendo Comics System.

## Tính Cách
Daisy được miêu tả là một cô nàng tomboy với tính cách hướng ngoại và cá tính mạnh mẽ. Daisy được xem là người năng động, ồn ào, vui vẻ và tự tin. Trong bài hát Save Me With Your Charm, cô được xem là nói giọng Anh mặc dù trong những lần xuất hiện sau đó, cô sử dụng tiếng lóng Mỹ và có một giọng nói hơi chói tai. Đôi khi Daisy cũng có phần hơi ngỗ ngáo, thường được coi như là sự hóm hỉnh và là cá tính của mình. Không giống như Peach, Daisy không có vẻ nghiêm trang lắm và ít thấy có phong thái hoàng gia. Chẳng hạn như khi đứng với hai tay chống hông, khi thể hiện sự thất bại hay phô trương khi chiến thắng và khoe mẽ theo cách của riêng mình. Người ta bảo rằng sự lựa chọn màu sắc phản ánh tính cách của cô, với màu cam là màu yêu thích. Daisy thích đi mua sắm và dùng bữa tại các nhà hàng sang trọng, nhưng cũng sẵn sàng bỏ qua những thú vui đó để đi tập luyện. Daisy cũng được miêu tả là một nhà vô địch. Trong game Mario & Sonic at the Olympic Games, cô dường như là một chuyên gia về môn trượt băng; Vào thời điểm đó, cô là người duy nhất có thể đánh bại Lakitu. Trong game Mario Strikers Chargeed, cô giành được giải thưởng Brick Wall Award trong bốn năm liên tiếp và năm sau khi vượt qua thử thách. Trong Mario Party 3, cô nói rằng trước đây cô chưa bao giờ thua cuộc ngay cả với cha cô. Daisy nói rằng thất bại là do sự xui xẻo và việc tính giờ. Cô bước ra sân khấu khi nhận được chiếc cúp của mình trong Mario Tennis. Daisy cần được giúp đỡ sau khi bị lạc ở đường ống trong game Super Mario Run Remix 10 và thừa nhận đã vắng mặt trong khi chờ đến lượt chơi trong game Fortune Street. Daisy sử dụng sự quyến rũ và tính tình rắn rõi của mình để có được thứ mình muốn. Trong Mario Party 3, cô tán tỉnh Millennium Star để lấy được con tem sắc đẹp và cô đã tán vào mặt Bowser khi bị hắn cản đường.Trong Super Mario Strikers và Mario Strikers Chargeed, phản ứng của cô gây chú ý. Cô ăn mừng ghi bàn bằng cách quăng mình xuống đất, gạt vai và hét ra âm thanh chói tai khi cô ấn một ngón tay vào lưng.

### Quan hệ với các nhân vật khác
Với Luigi:
Daisy có mối quan hệ gần gũi với Luigi. Trong game NES Open Tourathon Golf, Daisy đóng vai là caddy của Luigi và trong game Mario Golf Toadstool Tour, Luigi và Daisy chơi golf cùng với Peach và Mario. Trong cảnh quay chiến thắng ở game Mario Power Tennis, Daisy nói: "Cảm ơn anh yêu" với Luigi và đỡ lấy chiếc cup của mình. Ngoài ra, trong loạt trò chơi bóng chày, Mario, Luigi và Daisy chia sẻ cảm xúc tích cực. Mối quan hệ của họ còn được biết đến trong game Mario Kart Wii, có một bức tượng vàng cho thấy hai người nắm tay và nhảy cùng nhau, cùng với bức tượng của họ khi còn bé. Trong Super Smash Bros Melee, trophy của Daisy mô tả: "Sau khi cô ấy xuất hiện trong game Mario Golf, một số lời đồn đại nói rằng cô ấy là câu trả lời của Luigi đối với Peach của Mario". Tên nhóm của họ trong loạt game Mario Party bao gồm, "Steady Sweeties" và "Tango Tanglers". Ở game Fortune Street, Daisy có vẻ gắt gỏng với Luigi khi cô đến một cửa hàng giá rẻ. Cô nói rằng cô cảm thấy thất vọng và nghĩ rằng anh ta có thể làm tốt hơn: "Luigi, Luigi, Luigi... Tôi thất vọng! Anh có thể làm cho cửa hàng này lớn hơn nhiều!" Daisy và Luigi được nhìn thấy khi đang đi dạo cùng nhau trong Mario Party: Island Tour. Giới thiệu chính thức của game Mario Party 4 nói rằng Luigi có cảm tình với Daisy. Trong Mario Tennis Aces, Daisy tỏ ra lo lắng cho Luigi khi anh ta biến mất cùng Wario và Waluigi sau khi bị Lucien kiểm soát, cô nói với Mario "Làm ơn... mang Luigi trở lại an toàn!
Với Peach:
Một người bạn thân khác của Daisy đó là Công chúa Peach. Daisy ban đầu thường bắt cặp với Peach trong các phần spin-off của loạt game Mario. Khi cả hai cùng nâng một quả cầu nhóm. Trong Mario Party 7 họ cùng chia sẻ một vật phẩm nhóm, là trái tim. Daisy và Peach chia sẻ cảm xúc tích cực trong loạt trò chơi Mario Bóng chày. Daisy cũng chơi trong nhóm của Peach ở chế độ thử thách trong game Mario Super Sluggers. Ở game Fortune Street, Daisy cổ vũ khi Peach sắp giành chiến thắng: "Tôi yêu sức mạnh của các cô gái, Peach! Hãy mang về chiến thắng cho các quý cô!" Trang web của Mario Power Tennis nói rằng Daisy là "chị em tay trong tay" của Peach.
Với Mario:
Mario cũng là bạn bè với Daisy. Sau khi Mario giải cứu Daisy khỏi Tatanga trong game Super Mario Land, cô trao cho anh một nụ hôn nhưng kể từ đó Mario và Daisy không thể hiện bất kỳ cử chỉ thân mật nào khác cho đến Mario Tennis Aces. Trong Mario Party 6, Mario và Daisy được đặt tên đội là "Cặp đôi đẹp" khi được ghép đôi với nhau. Họ không chia sẻ cảm xúc tích cực trong Mario Superstar Basketball hoặc phần tiếp theo của nó. Trong Mario Tennis Aces, cô đề nghị được đi cùng với Mario để giúp anh giải cứu Luigi và cô cũng là người đầu tiên nói với họ về flier. Ngoài ra, cô cũng nói rõ rằng sớm muộn gì thì Mario cũng đánh bại Lucien bất chấp sức mạnh đáng sợ của cây vợt khi nhắc nhở Waluigi và Wario về cách mà bộ đôi tham lam này đã gây thảm họa.
Với Birdo:
Birdo dường như là một người bạn tốt của Daisy, trong game Fortune Street Daisy tỏ ra thân thiện với Birdo, đùa giỡn khi cô ấy gần chiến thắng hoặc đổi cửa hàng với cô ấy: "Tôi sẽ tặng bạn một dải ruy băng màu xanh cho vị trí đầu tiên, Birdo, nhưng bằng cách nào đó tôi nghĩ rằng bạn thích một dải ruy băng màu hồng! Hee hee! " Trong Mario Tennis, Birdo là bạn chơi của Daisy. Người ta còn thấy cô chơi cặp với Rosalina trong trận đấu quần vợt ở game Mario Sports Superstars, gợi ý mối về quan hệ tốt đẹp giữa họ. Daisy cũng được chứng minh là những người bạn tuyệt vời với Amy Rose và Blaze từ loạt phim Sonic the Hedgehog.
Với Waluigi:
Daisy và Waluigi được miêu tả là có mối quan hệ không tốt đẹp. Một số trò chơi mô tả mối cảm xúc của Daisy với Waluigi là tiêu cực. Trong phần giới thiệu chính thức của Mario Party 4, Waluigi có tình cảm với Daisy và tên nhóm của họ trong Mario Party 5 và Mario Party 6 là "Ngày khó xử". Trong loạt game bóng chày Mario, Daisy và Waluigi chia sẻ cảm xúc không tốt. Trong Mario Strikers Chargeed, Waluigi là đối thủ của cô trong chế độ thử thách. Trong Mario Kart 8, Waluigi là đối thủ của Daisy khi chơi ở Grand Prix. Ở Fortune Street, Daisy dường như đánh giá thấp Waluigi. Nếu cô đến một trong những cửa hàng giá rẻ của Waluigi, cô nói rằng cửa hàng đó thật đáng thất vọng và cô chẳng ngạc nhiên khi cửa hàng đó là của Waluigi, khi cô đến một cửa hàng trung bình, cô hỏi tại sao cô lại phải dừng ở đây và cô cảm thấy không ưa. Trong Mario Tennis Aces, cô cảm thấy Waluigi và Wario đáng nghi hơn bình thường và cũng mắng họ khi họ có ý định sử dụng Lucien một lần nữa để trở thành những người chơi tennis mạnh nhất, đặc biệt là khi Mario đã đánh bại Lucien.
Với Bowser:
Giống như những người bạn khác của Mario, Daisy có mối quan hệ đối nghịch với Bowser. Với một sức mạnh đáng kinh ngạc, cô ấy đã tán vua Koopa lên trời mà không do dự trong Mario Party 3, và nhắc đến anh ta như một kẻ lạc lối trong Mario & Sonic at the Olympic Games sau khi anh ta và Eggman bị đánh bại trong chế độ Adventure Tours. Cô cũng chia sẻ cảm xúc tiêu cực với Bowser trong Mario Superstar Basketball. Ở game Fortune Street, Daisy không cho rằng Bowser là một mối đe dọa. Nếu Bowser sắp thắng trò chơi, Daisy nói rằng cô từ chối chúc mừng Bowser "bất kể hắn ta đã chơi tuyệt vời thế nào". Bowser cũng đánh giá thấp Daisy, cho rằng cô không bằng Peach trong game Fortune Street. Trong Mario Tennis Aces, cô nói rằng một trong những lý do lớn nhất khiến cô ghét Bowser là vì hắn ta sẵn sàng gây ra những tình huống khủng hoảng hoặc tồi tệ chỉ để thỏa mãn mong muốn ích kỷ của mình và ganh đua với Mario. Đặc biệt là khi Bowser cố gắng tăng sức mạnh bản thân bằng cách đánh cắp Lucien và Power Stones, trong khi đó Daisy, Peach và Mario đang đối phó với Wario, Waluigi và Luigi đang bị kiểm soát. Sau khi chứng kiến Lucien kiểm soát Wario, Waluigi và Luigi, cũng như tìm hiểu nguồn gốc của cây vợt Lucien, cô đã tỏ ra rất băn khoăn và có phần run rẩy ngay cả khi cây vợt đó bị phá hủy.

## Đón nhận
Ban đầu, Công chúa Daisy nhận được ít lời bình luận. Trong lần xuất hiện đầu tiên, cô ấy giống với Công chúa Peach đến nỗi một số nhà báo thậm chí còn cho rằng "Công chúa Daisy" chỉ đơn giản là một phiên bản nội địa của "Công chúa Peach" chứ không phải là một nhân vật mới.
GameDaily xếp Daisy ở vị trí thứ tám trong danh sách mười nhân vật trong game Mario xứng đáng có được trò chơi riêng. "Coop" của GamerVision đã viết một bài báo có tựa đề "Top 10 lý do Daisy tốt hơn Peach", lấy ra những lý do từ việc cô ấy có "giọng nói ít khó chịu" hơn và có "thái độ tốt hơn", đến việc Daisy trị vì tốt hơn dựa trên thực tế rằng vương quốc Sarasaland chỉ bị xâm chiếm một lần, trong khi Vương quốc Nấm của Peach luôn bị xâm chiếm.Gamer's Red Carpet của Destructoid gọi là "sự lựa chọn của cô ấy về một chiếc váy kết hợp màu vàng và màu cam tượng trưng cho sự dũng cảm... hoàn hảo như phong cách của những trò chơi cổ điển", rằng chiếc váy và phụ kiện của cô ấy "hoạt động tốt hơn Peach", đánh giá điểm B+.
Năm 2010, Audrey Drake của IGN đã xem Daisy như là một tình nhân khả dĩ của Mario, nhận xét rằng chính " bồ nhí của anh em " đã biến cô thành một loại "trái cấm" và anh đã cứu cô trong các sự kiện của Super Mario Land. Henry Gilbert của GamesRadar đã viết: ngày càng rõ ràng rằng Luigi cũng cần có "công chúa của riêng mình" và Công chúa Daisy là nhân vật mà anh ta thân nhất. Sự kết hợp giữa Daisy và Luigi đã được đưa vào video "Best EVER: Love Story" của Screw Attack. Cô cũng được xếp vào 10 nhân vật game Mario hàng đầu của Susanna Sheath và là lựa chọn số hai của cô.
IGN đánh giá Daisy một cách tiêu cực hơn, cho cô 4 điểm trên 10, trong khi Công chúa Peach được 8, Rosalina được 7 và Pauline được 8, nhưng nói rằng "ngọn lửa tình giữa Daisy và Luigi vẫn cháy sáng". Lisa Foiles của The Escapist xếp Daisy ở vị trí số một trong danh sách năm công chúa phiền phức hàng đầu trong các trò chơi video, nhưng nói rằng không biết là tại sao.

Phiên bản trẻ con của Daisy, Baby Daisy, bị 1UP.com liệt kê là một trong những nhân vật tồi tệ nhất trong game Mario Kart Wii.